# Побачення зі смертю (фільм)
«Побачення зі смертю» (англ. Appointment with Death) — британсько-американський детективний фільм 1988 року за однойменним романом Агати Крісті. Останній з шести фільмів, де роль Еркюля Пуаро виконав Пітер Устінов.
Дію стрічки перенесено з Петри у Йорданії до Єрусалиму і Кумрана.

## Сюжет
Немолода вдова-американка Емілі Бойнтон довгі роки психологічно знущається зі своїх прийомних дітей Леннокса, Реймонда і Керол, рідної дочки Джиневри та невістки Надін. Шантажем вона змушує сімейного адвоката Джефферсона Коупа не оголошувати заповіт покійного чоловіка, в якому той потурбувався захистити дітей від материнської тиранії.
Родина Бойнтонів вирушає у подорож Європою, а потім до Палестини. У Єрусалимі в Реймонда Бойнтона починається роман з молодою лікаркою Сарою Кінг, і це не подобається місіс Бойнтон, яка прагне тримати родину під абсолютним контролем. Із Єрусалима Бойнтони вирушають до Трансіорданії, щоб відвідати археологічні розкопки в Кумрані, поблизу Мертвого моря. У тій же туристичній групі опиняються Сара Кінг, адвокат Коуп, громадсько-політична діячка леді Вестголм зі своєю секретаркою міс Квінтон, а також приватний детектив Еркюль Пуаро, який ще в Єрусалимі познайомився з Сарою Кінг.
На розкопках адвокату Коупу вдається повідомити дітям місіс Бойнтон про справжню волю їхнього покійного батька. Виникає скандал, але тут місіс Бойнтон знаходять мертвою. На прохання місцевого губернатора полковника Карбері Пуаро береться за розслідування.

## У ролях
| Актор          | Роль              |
| -------------- | ----------------- |
| Пітер Устінов  | Еркюль Пуаро      |
| Пайпер Лорі    | Емілі Бойнтон     |
| Лорен Беколл   | леді Вестголм     |
| Джон Гілгуд    | полковник Карбері |
| Керрі Фішер    | Надін Бойнтон     |
| Гейли Мілз     | міс Квінтон       |
| Девід Соул     | Джефферсон Коуп   |
| Дженні Сігроув | Сара Кінг         |
| Ніколас Гвест  | Леннокс Бойнтон   |
| Джон Терлескі  | Реймонд Бойнтон   |
| Ембер Безер    | Джиневра Бойнтон  |
| Валері Річардс | Керол Бойнтон     |
| Дуглас Шелдон  | капітан Роджерс   |
| Майк Сарн      | Гілі              |
| Майкл Крейг    | лорд Піль         |